# جون أوغست سوانسون
جون أوغست سوانسون (بالإنجليزية: John August Swanson)‏ هو رسام أمريكي، ولد في 11 يناير 1938 في لوس أنجلوس في الولايات المتحدة.